# Walking in the Air
«Walking in the Air» (рус. «Идущие по воздуху») — песня, написанная композитором Ховардом Блейком для английского короткометражного анимационного телефильма «Снеговик», снятому по одноимённой детской книге Рэймонда Бриггса 1978 года, который традиционно демонстрируется по телевидению в Великобритании в канун Рождества.
В мультфильме песню исполнял Питер Оти, мальчик-певчий хора Собора Святого Павла. Позже песня «Walking in the Air» в исполнении Аледа Джонса из Уэльского Хора была выпущена в виде сингла, который в 1985 году достиг пятого места в поп-чарте Великобритании.
В дальнейшем эту песню исполняли многие артисты в самых разнообразных стилях — такие, как The Shadows, Gregorian, Celtic Woman, Rainbow, Nightwish, Angelis, Libera, Connie Talbot, Chloё, Joseph McManners, Woods of Infinity, Coil, Деклан Гэлбрейт, Birdy, Aurora, Том Чаплин и др.